# Salsa jeans
Salsa é uma marca portuguesa especialista em jeanswear, estabelecida em 1994 em Vila Nova de Famalicão, Portugal. 

## História
O Grupo IVN S.A. entra no mercado têxtil em 1987, com a atividade exclusiva de lavandaria e tinturaria para artigos têxteis. Em 1990 alarga a sua área de negócio com a implementação da confeção.  
Em 1994 nasce a Salsa, pela visão de António, Beatriz e Filipe Vila Nova, três irmãos.
Em 1998 abriu a sua primeira loja no Porto, no Centro Comercial Norte Shopping  e em meados de 1999, avança com mais duas aberturas, uma em Lisboa, no centro comercial Vasco da Gama e outra em Braga, no centro comercial Braga Parque. 
Em abril de 2008, a Salsa passa a ser detida maioritariamente por Filipe Vila Nova, com os irmãos a ficarem apenas com 15% do capital.
Em 2016 a Sonae adquire 50% do capital da empresa, consolidando o negócio em 2020 com a aquisição total da marca.

## Internacionalização
A partir de 2002, decide-se impulsionar o projeto de expansão da marca com novos pontos de venda Salsa distribuídos por diversos mercados, nomeadamente Espanha, Irlanda, Luxemburgo, Qatar, Emirados Árabes Unidos, Bélgica, Croácia, Malta, China, Japão.
Hoje, a Salsa está presente em mais de 35 países.